# Куарниенто
Куарниѐнто (на италиански: Quargnento; на пиемонтски: Quargnent, Куарниент) е село и община в Северна Италия, провинция Алесандрия, регион Пиемонт. Разположено е на 121 m надморска височина. Населението на общината е 1420 души (към 2010 г.).